# Acicalado social

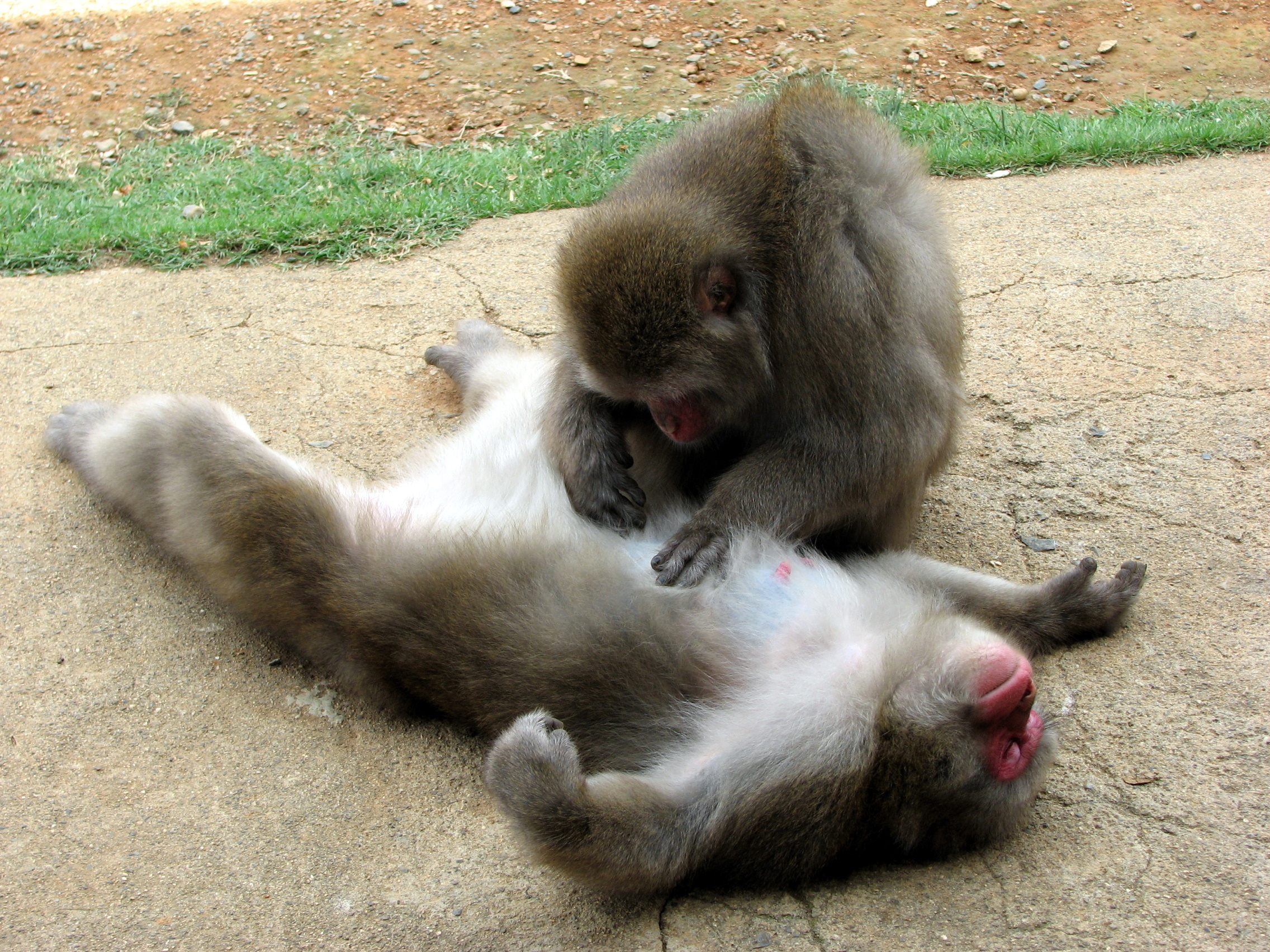
Macaco japonés desparasitando a un compañero.

En los animales gregarios el acicalamiento social es una actividad en la que un individuo limpia, desparasita o cuida de cualquier otra forma el cuerpo o la apariencia de otro individuo de su grupo. Es una de las principales actividades sociales y sirve para forjar relaciones, reforzar la estructura social y estrechar los lazos familiares y de pareja. También es utilizado como un medio de reconciliación que sirve para resolver conflictos en algunas especies.
Con esta desviación del comportamiento de acicalado normal se consigue un doble objetivo, además de conseguir la higiene y mejorar de la salud de los individuos y del grupo, permite aumentar la confianza entre individuos y reforzar los lazos sociales de los que se limpian mutuamente.

## Animales no humanos

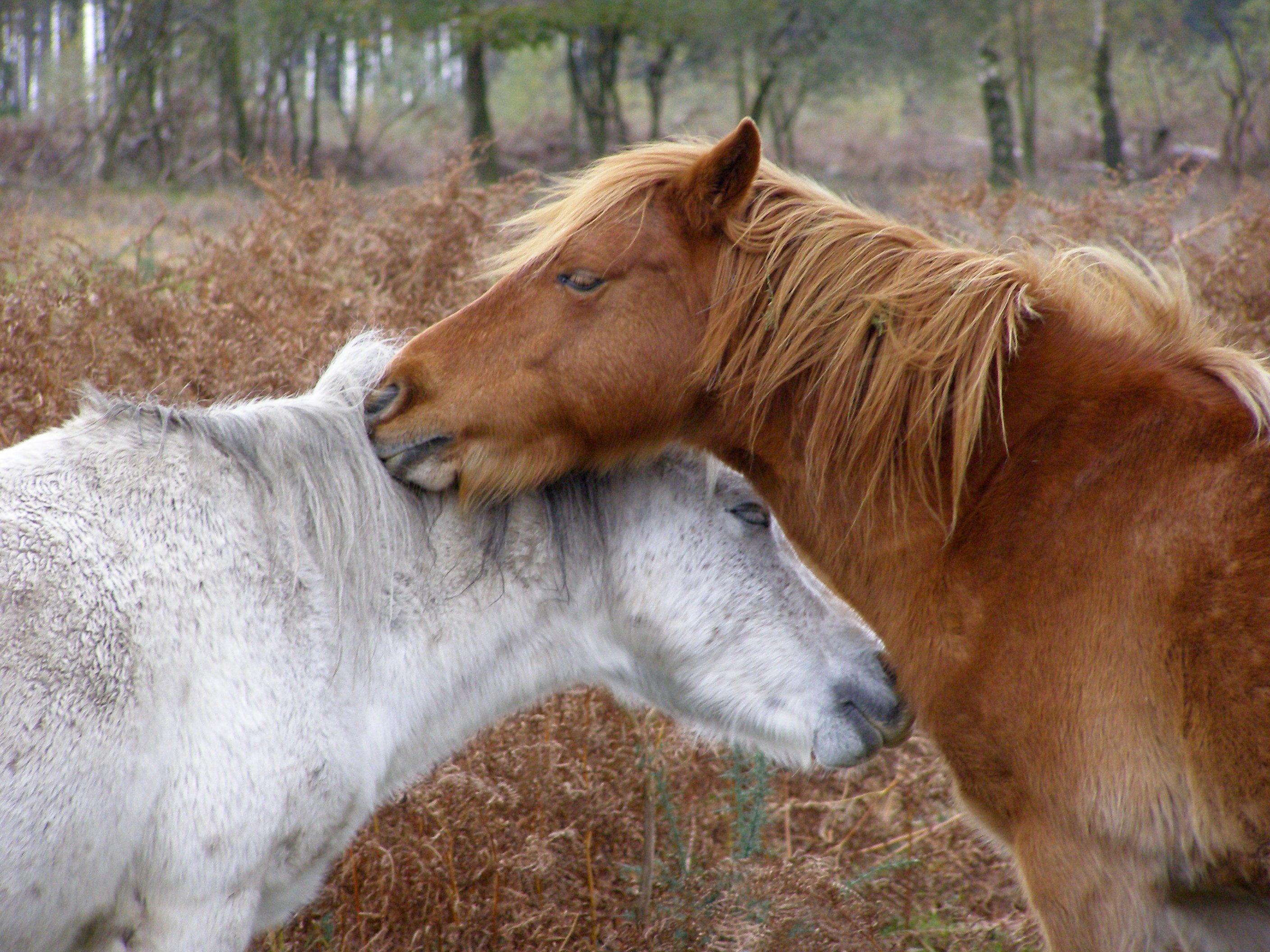
Caballos acicalándose mutuamente.

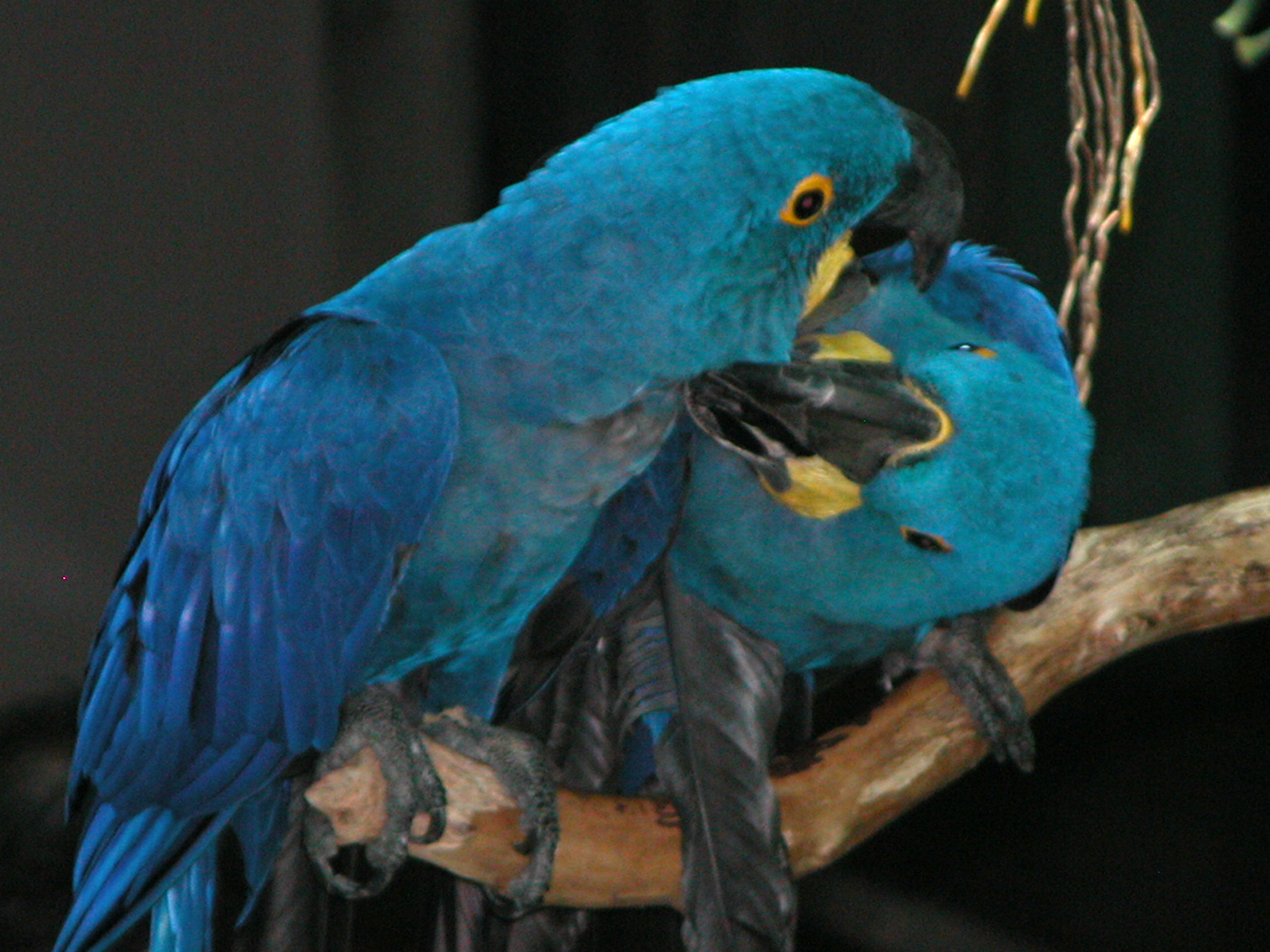
Pareja de guacamayos jacintos arreglándose el plumaje.

La mayoría de los animales se limpian regularmente sus pelajes, plumas, escamas y otro tipo de cubiertas para mantenerlos en buenas condiciones. Esta actividad se conoce como acicalado individual o autolimpieza, es la forma más corriente de mantener la higiene en el reino animal. De esta forma los animales se libran de los insectos y otros ectoparásitos, y objetos externos como piel muerta, hojas, paja, ramitas, barro o restos de comida.
Muchos animales sociales se acicalan los unos a los otros, eliminando los mismos objetos incluso en zonas donde el acicalado personal no llegaría. Entre estas actividades de acicalado social también se pueden incluir el rascado, las caricias y el masaje.
Los primates quizás sean el mejor ejemplo de esta actividad. Los primatólogos han denominado al acicalado social el cemento del mundo de los primates. La confianza y unión que genera es crucial para la cooperación del grupo. Entre los primates el desparasitado mutuo desempeña un importante papel en el establecimiento y mantenimiento de las alianzas y las jerarquías sociales, construyendo coaliciones y proporcionando reconciliación tras los conflictos, y es un recurso en los intercambios de comida o sexuales. Los primates también se dedican al acicalado social en momentos de aburrimiento, y se sabe que su práctica les reduce la tensión y el estrés. Llegándose a quedar dormidos mientras reciben el acicalado.
Existen investigaciones que develan que los machos de macacos cangrejeros acicalan a las hembras con objeto de conseguir sexo. El estudio muestra que las hembras se muestran más proclives a copular con un macho que las haya desparasitado antes, que con uno que no lo haya hecho. Otros estudios señalan que existe una relación entre el tiempo dedicado al acicalamiento, el tamaño de los grupos y la inteligencia. Según éstos cuanto mayor es el grupo de primates más inteligentes son y más tiempo dedican al acicalamiento social. Esto se debería a que a mayor número de individuos más complejas se hacen las relaciones sociales y los animales necesitan aumentar el tamaño de su corteza cerebral para manejar tanta información.
Los mamíferos practican frecuentemente la limpieza social, como los carnívoros, los ungulados, y murciélagos. Los animales domésticos muestran también esta clase de comportamiento, especialmente perros y gatos, y acicalarán a los humanos en los que confían como muestra de afecto.
Otros animales se acicalan socialmente, incluyendo a insectos, peces y aves. Aunque el acicalado social entre los primates se ha estudiado muy bien el de los demás animales no es tan conocido. Muchas aves lo practican como parte de las paradas nupciales.

## Humanos
Unos pocos estudios empíricos muestran que el acicalado social humano existe, aunque en mucha menor medida que el resto de los primates, y está relacionado con los lazos de pareja. Se basan en sondeos y experimentos realizados principalmente sobre adultos residentes en EE. UU. y otras culturas occidentales. La gente declaró que ha acicalado más a sus compañeros sentimentales que a otras personas con otra clase de relaciones tales como familiares, amigos o extraños. Se relaciona el acicalado con el incremento de la satisfacción de la relación, la confianza, y la experiencia del afecto familiar durante el crecimiento. Las personas que se acicalan, en oposición con las que se tocan sin acicalarse, son percibidas como mejores padres potenciales, más enamorados de las personas a las que atusan más cariñosos y comprometidos con ellos. Las mujeres, pero no los hombres, tienden a pensar que quien acicala a otra persona está relacionado románticamente con ella, y que mantienen una relación de larga duración más que acabada de empezar.[cita requerida]
También existe la teoría de que durante la evolución humana el lenguaje adquirió la mayoría de las funciones de cohesión social que tiene el acicalamiento en el resto de los primates.